# Mehrjährige Pflanze
Als mehrjährige Pflanze oder plurienne Pflanzen werden in der Botanik hapaxanthe krautige Pflanzen bezeichnet, die drei Jahre oder älter werden, aber nur ein einziges Mal blühen und fruchten. Es handelt sich also nicht um ausdauernde (perennierende) Pflanzen, die definitionsgemäß mehrfach blühen.
In der Alltagssprache sowie häufig auch im gärtnerischen Sprachgebrauch werden demgegenüber meist alle Pflanzen, die älter als zwei Jahre werden, als mehrjährige Pflanze bezeichnet, egal wie oft sie blühen.
Auch  zweijährige Pflanzen (bienne Pflanzen), die lediglich zwei (in unseren Breiten durch eine Kälteperiode voneinander getrennte) Vegetationsperioden lang leben, werden umgangssprachlich oft als mehrjährige Pflanzen bezeichnet.  

## Übersicht
| Sammelbegriff                                                                                                   | Botanisch                          | Gärtnerisch | Charakteristika | Charakteristika                                                             |
| Semelpar (einmal gebärend) In der Botanik auch: Hapaxanth (einmal blühend) Monokarp (einmal fruchtend)          | (sommer)annuell (einjährig)        | einjährig   | nur eine zusammenhängende Vegetationsperiode bis zur Blüte und Samenbildung, danach Absterben | krautig                                                                     |
| Semelpar (einmal gebärend) In der Botanik auch: Hapaxanth (einmal blühend) Monokarp (einmal fruchtend)          | bienn / winterannuell (zweijährig) | zweijährig  | zwei durch eine Kälte- oder Trockenperiode getrennte Vegetationsperioden bis zur Blüte und Samenbildung, danach Absterben | krautig                                                                     |
| Semelpar (einmal gebärend) In der Botanik auch: Hapaxanth (einmal blühend) Monokarp (einmal fruchtend)          | plurienn (mehrjährig)              | mehrjährig  | mehr als zwei durch Kälte- oder Trockenperioden getrennte Vegetationsperioden bis zur Blüte und Samenbildung, danach Absterben | krautig (Stauden) oder verholzend (Halbsträucher, Sträucher, Bäume, Lianen) |
| Iteropar (wiederholt gebärend) In der Botanik auch: Pollakanth (mehrmals blühend) Polykarp (vielfach fruchtend) | perenn (ausdauernd)                | mehrjährig  | mehrfache Blüte und Samenbildung ohne anschließendes Absterben Sonderfall „einjährig gezogene Pflanzen“: mehrjährig oder ausdauernd, aber nicht winterhart, daher im gemäßigten Klima de facto nur eine Vegetationsperiode überlebend | krautig (Stauden) oder verholzend (Halbsträucher, Sträucher, Bäume, Lianen) |